# Monte Paschi Eroica 2011
De Strade Bianche (voorheen Monte Paschi Eroica) 2011 werd gereden op zaterdag 5 maart en maakte deel uit van de UCI Europe Tour 2011. De wedstrijd ging over 190 kilometer en werd gewonnen door Philippe Gilbert.

## Uitslag
| Strade Bianche 2011 |                   |                           |          |
| Plaats              | Naam              | Ploeg                     | tijd     |
| Winnaar             | Philippe Gilbert  | Omega Pharma-Lotto        | 4u44'26" |
| 2                   | Alessandro Ballan | BMC Racing Team           | z.t.     |
| 3                   | Damiano Cunego    | Lampre-ISD                | z.t.     |
| 4                   | Jure Kocjan       | Team Type 1               | z.t.     |
| 5                   | Fabian Cancellara | Team Leopard-Trek         | z.t      |
| 6                   | Ángel Vicioso     | Androni Giocattoli        | z.t.     |
| 7                   | Oscar Gatto       | Farnese Vini-Neri Sottoli | z.t.     |
| 8                   | Giovanni Visconti | Farnese Vini-Neri Sottoli | z.t.     |
| 9                   | Greg Van Avermaet | BMC Racing Team           | z.t.     |
| 10                  | Fabian Wegmann    | Team Leopard-Trek         | z.t.     |
|                     |                   |                           |          |
| 49                  | Tom Stamsnijder   | Team Leopard-Trek         | +3' 20"  |

2007 · 2008 · 2009 · 2010 · 2011 · 2012 · 2013 · 2014 · 2015 · 2016 · 2017 · 2018 · 2019 · 2020 · 2021 · 2022 · 2023 · 2024 · 2025